# نادر تکمیل همایون
نادر تکمیل همایون (زاده ۶ آذر ۱۳۴۷ در پاریس) فیلمنامه‌نویس، کارگردان، منتقد و مترجم ایرانی است.

## تحصیلات
تحصیلات ابتدایی و متوسطه خود را در پاریس و تهران پشت‌سر گذاشت. در رشته مترجمی و ادبیات فرانسه کارشناسی گرفت و برای ادامه تحصیل در رشته سینما به فرانسه مهاجرت کرد. او فرزند ناصر تکمیل همایون، مورخ و جامعه‌شناس ایرانی است.
در ایران و همزمان با تحصیلات دانشگاهی، به عنوان روزنامه‌نگار و منتقد فیلم در مطبوعات سینمایی فعالیت داشت، به ویژه هفته‌نامه سروش و ماهنامه فیلم. در ۱۹۹۳ در رشته کارگردانی وارد مدرسه سینمایی فمیس (Femis) شد. وی مدرک تحصیلی خود را در ۱۹۹۷ به دست آورد، و از آن پس، کار خود را به عنوان نویسنده فیلمنامه و کارگردان در فرانسه شروع کرد.

## فعالیت‌های سینمایی
در ۲۰۰۰، فیلم کوتاه او، «در آینده‌ای نه چندان دور» (C'est pour bientôt) در بخش رقابتی جشنواره فیلم ونیز انتخاب شد. او مجموعاً پنج فیلم کوتاه ساخت.
در ۲۰۰۵، او مستندی به نام «ایران: یک انقلاب سینمایی» (Iran, une révolution cinématographique) را ساخت. در این مستند او به بررسی تطبیقی تاریخ اجتماعی ایران و سینمای ایران در قبل و بعد از انقلاب می‌پردازد. در این فیلم که به سفارش شبکه آرته ساخته شد، فیلمسازهای مهمی همچون فرخ غفاری، فریدون گله، داریوش مهرجویی، مسعود کیمیایی، کامران شیردل، محسن مخملباف، جعفر پناهی، رخشان بنی‌اعتماد و… حضور دارند. این مستند در جشنواره‌های متعددی از جمله تورنتو، استانبول، سائوپائولو، لس آنجلس و… انتخاب شد و موفق به دریافت جایزه‌های متعدد شد.
در ۲۰۰۹، او نخستین فیلم بلند داستانی خود را ساخت: «تهرون» (Tehroun). این فیلم موفق به دریافت جایزه «هفته منتقدین» در جشنواره فیلم ونیز شد و جایزه بزرگ هیئت‌داوران در جشنواره Premiers Plans در شهر آنژه را کسب کرد. «تهرون» در بیش از صد جشنواره بین‌المللی نمایش داده شد و در ۲۰۱۰ در فرانسه اکران و با اقبال عمومی و مطبوعاتی مواجه شد.
در سال ۲۰۱۵، او مجدداً برای شبکه آرته، فیلم «خانواده فرشچی» (Les pieds dans le tapis) را کارگردانی کرد. گلاب آدینه و بابک حمیدیان نقش‌های اول این فیلم را بازی می‌کنند.
فیلم خانواده فرشچی در جشنواره تلویزیونی لوشون برای اولین بار به نمایش درآمد و پنج جایزه اصلی جشنواره، اعم از بهترین کارگردانی، بهترین فیلمنامه، بهترین موسیقی، بهترین بازیگر زن و بهترین فیلم را از آن خود کرد. در سال ۲۰۱۹، نادر تکمیل همایون بار دیگر برای شکبه آرته فیلم تلویزیونی دیگری ساخت به نام «ازدواج طلایی»، و بابک حمیدیان نیزبرای بار دوم در این فیلم به ایفای نقش پرداخت.
از سال ۲۰۱۱، تکمیل همایون ریاست انجمن سینمایی «سینمای ایران» را برعهده دارد و از طریق آن به اشاعه سینمای مستقل ایران در فرانسه مبادرت می‌ورزد. این انجمن هر ماه یک فیلم ایرانی را نمایش می‌دهد و به نقد و بررسی آن می‌پردازد، و هر تابستان فستیوالی برگزار می‌کند و در آن به جدیدترین آثار مستند و داستانی ایرانی می‌پردازد و مهمان‌های متعددی را از ایران دعوت می‌کند.

## فیلم‌شناسی
- در آینده‌ای نه چندان دور
- ایران:یک انقلاب سینمایی - ۲۰۰۶ (به فرانسوی: Iran, une révolution cinématographique)
- تهرون - ۲۰۰۹
- خانواده آقای فرشچی[۲] - ۲۰۱۵ (به فرانسوی: Les Pieds dans le tapis)[۳]

ازدواج طلایی ۲۰۱۹